# ケッヘル番号
ケッヘル目録（ケッヘルもくろく、独: Köchelverzeichnis）とは、ルートヴィヒ・フォン・ケッヘルによるヴォルフガング・アマデウス・モーツァルトの作品目録。ケッヒェル目録とも呼ばれる。
この目録中で付与されたケッヘル番号（ケッヒェル番号）はモーツァルトの音楽作品を時系列的に配列した番号で、モーツァルトの作品を表すために欠かせない世界共通の認識番号である。この配列作業を最初に行い、出版したのがケッヘルであり、目録の正式な書名は「モーツァルトの全音楽作品の時系列主題別目録 ("Chronologisch-thematisches Verzeichnis sämtlicher Tonwerke Wolfgang Amadé Mozarts")」（1862年）である。

## 概要
日本や英語圏では「交響曲第41番ハ長調 K. 551」のように表記されることが多いが、モーツァルトやケッヘルの活動したドイツ語圏ではKV 551と表記される。その他の国々ではK 551のように表記されることもある。番号はK. 1からK. 626まであり、K. 626はモーツァルトの死によって未完に終わったレクイエムである。

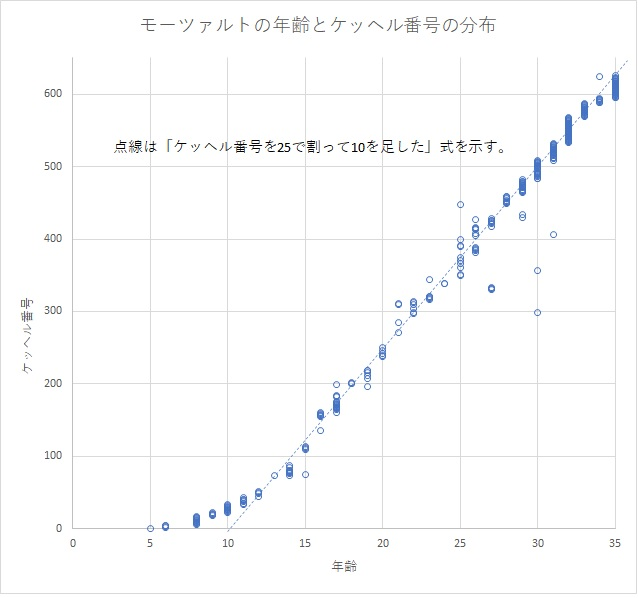
モーツァルトの年齢ごとにケッヘル番号をプロットした分布図。

ケッヘルは時系列的に作品を並べようとしたが、のちの研究によって作品の成立時期が見直されたり、作品が新しく発見されたりした。そのため、ケッヘル番号は何度か改訂され、最新のものはケッヘル2024（2024年、第9版に当たるが、あえてそうは呼ばないと明言されている）となっている。特にアルフレート・アインシュタインの第3版（1937年）と、フランツ・ギーグリング (Franz Giegling)、ゲルト・ジーベルス (Gerd Sievers)、アレクサンダー・ヴァインマン (Alexander Weinmann) による第6版（1964年）では大幅な訂正が行われた。
しかし、ケッヘルによる初版の番号が長年親しまれてきたことや、第3版以降の番号の付け方が覚えにくいことから、現在でも初版の番号が広く使われている。作品解説や音楽CDなどでは「交響曲第25番ト短調 K. 183 (K. 173dB)」のように「初版の番号（第6版の番号）」の形で表記されることが多い。ニール・ザスローによるケッヘル2024（2024年）では初版へ回帰し、年代別の分類は廃止されると共に、新たに発見された作品にはK.627以降の新たな番号が振られることになり、ケッヘル番号はK.721まで拡大された。
なお、レクイエムまでのケッヘル番号を25で割り10を足すと、モーツァルトがその曲を作曲した年齢が概算できる（10歳で作曲し35歳没なので作曲期間は25年。均等に分布していると仮定した計算式である）。

## 詳細
- モーツァルト自身は、1784年以降に自作の作品目録を付けている。そのため、1784年以降の作品には、成立時期が明確なものが多く、ケッヘル番号が第3版以降も変わらないものが多い。1784年より前の作品には、第3版以降で新しい番号が付けられたものが多い。
- アインシュタインによる第3版以降では、初版の番号を尊重しつつ、作品の成立時期を明確化するために「K. 173dB＝K. 183」（新番号＝旧番号）のように二重番号制が採られた。新番号には、アルファベットが使われる。たとえば、K. 173とK. 174の間に成立したと見なされた作品には、K. 173a、K. 173b、……のように小文字を追加する。さらに、K. 173dとK. 173eの間に成立したと見なされた作品には、K. 173dA、K. 173dB、……のように大文字を追加した。しかしアインシュタインが音楽的直感に頼り、ケッヘルの文献学的史料批判を軽視した結果として大きな誤謬が生じた[1]。この方法はケッヘル2024で廃止され、「年代別作品概要」のページにおいて年代順の番号配置が行われた。
- ケッヘルによる初版では、紛失した作品や断片にはK. Anh. 56のような追加番号が当てられた（「K. Anh. 56」は「ケッヘル・アンハング・56」と読む）。アインシュタインの第3版以降では、紛失した作品や断片もすべてK. 315fのように本体の番号に組み込まれた。第6版では、偽作や疑わしい作品にはK. Anh. C 14.01のような追加番号を当てている。ケッヘル2024でも第3版での番号付けは維持されている。